# FN P90
A Fabrique National P90 géppisztolyt (FN P90 vagy P90) az 1980-as évek végén fejlesztették ki, személyvédelmi célokra (PDW – Personal Defense Weapon), illetve olyan katonai alakulatoknak, holnincs túl sok hely a fegyver tárolására. A fejlesztő cég, a belga Fabrique Nationale de Herstal úgy vélte, hogy a modern kevlár mellények és sisakok használata miatt az elterjedt pisztolylőszerek már nem hatásosak, ezért kifejlesztették az új 5,7 mm-es SS190 jelzésű lőszert, melynek mutatói jócskán fölülmúlják a 9x19 mm-est. Ez tulajdonképpen egy átalakított 5,56x45 mm-es lőszer.
A fegyver szabadonhátrasikló tömegzáras, ahol a reteszelést csak a zár tömege, illetve a helyretoló rugó végzi. Más tömegzáras fegyverekkel ellentétben az FN P90-nek a hüvelykivető nyílása nem a tokszerkezet oldalán kapott helyet, mert úgy bal kézzel kényelmetlenné válna a fegyver kezelése. A tokszerkezet alján helyezkedik el a hüvelykivető nyílás, amire rendvédelmi szerveknek gyártanak hüvelyfogó zsákot ,ami 100 db lőszerhüvelyt tud felfogni. Biztosító szerkezetét tekintve van egy manuális biztosítása, ami az elsütőbillentyűt blokkolja, illetve egy automatikus biztosítása, ami nem engedi, hogy a fegyver reteszeletlen állapotban elsüljön.
A P90-es 50 lőszert befogadó tárral van felszerelve, mely átlátszó polimerből készült. A tár a fegyver tetején, a csővel párhuzamosan kapott helyet. A lőszerek a csőtengellyel merőlegesen helyezkednek el a tárban. A tárban elhelyezkedő spirális kényszerpálya vezeti a lőszereket a zárszerkezet lőszertoló orra elé.
A fegyver kezelése egyszerű, bármelyik kézzel használható, a zárhúzó kar és a biztosító gomb mindkét oldalon könnyen elérhető. Ez lehetővé teszi a könnyű kézváltást, ha ez a fedezék miatt szükséges.
A P90-es kialakítása bull-pup-os, az elsütőbillentyű a zárszerkezet előtt helyezkedik el. A fegyver polimer tokos. A tokszerkezetbe egy nagyítás nélküli reflexirányzék került, trícium megvilágítással. A fegyverhez gyártanak hangtompítót, mely csak a csökkentett lőportöltetű lőszerrel lesz hatékony.
A P90 ideális fegyver a testőröknek és harckocsizóknak (mérete miatt), a különleges alakulatoknak (a fegyver csőtorkolati energiájának köszönhetően). A P90-est az utóbbi nyolc évben kezdték el rendszeresíteni. A Szaud-Arábiai és perui különleges erők mellett a Thaiföldi hadsereg alkalmazza. Az amerikai vezetés elutasította a fegyver rendszeresítését, de egyes alakulatoknál használják.
Futurisztikus formája miatt gyakran használják sci-fi filmekben/sorozatokban (Battlestar Galactica , Stargate ) és szinte minden taktikai FPS játékban megtalálható (Counter Strike , Call of Duty 4 , Combat Arms).